# Sopa

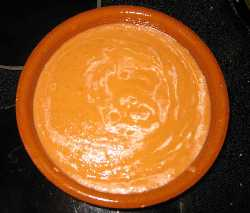
O salmorejo, típico de Córdoba, é uma sopa fria parecida com o gaspacho.

Sopa é uma comida líquida ou pastosa, importante elemento da gastronomia. Os ingredientes da sopa são tão variados quanto as mais diversas culinárias, podendo incluir hortaliças (batata, cebola, couve, cenoura), farinhas ou féculas, gorduras vegetais ou animais, carnes ou peixes e mariscos.
Os nutricionistas aconselham a ingestão diária de sopa para um regime alimentar equilibrado. A maior parte das sopas é de baixo custo, de confecção simples e de digestão fácil, contendo vitaminas e hidratos de carbono. A ingestão de sopa auxilia nos regimes alimentares de controlo de peso e é uma forma fácil de assegurar que crianças pequenas e idosos ingiram produtos hortícolas e água.
Em Portugal a sopa é de presença obrigatória nas ementas escolares.

## História
A sopa é por vezes considerada o prato mais antigo do mundo, anterior inclusive ao assado de carnes, pois há indícios dessa refeição antes mesmo da descoberta do fogo.   Os alimentos, vegetais e pedaços de carne crua eram triturados em água, há registros arqueológicos de preparo de sopas entre os Anasazi da região do Four Corners (EUA) em cestos de palha vedados com betume, na Anatólia (Turquia) em potes de cerâmica, na Escócia em estômago de herbívoro (algo similar ao haggis de hoje). 

## Tipos de sopas
A maior parte das sopas é feita com ingredientes cozidos, mas também há sopas frias como os gaspachos (da Andaluzia-Espanha), a panzanella da Toscana (Itália) e as vichyssoises.
Existem várias manifestações gastronómicas espalhadas pelo mundo, todas elas mostrando o que de melhor se faz em cada região. No mês de Abril, em Alenquer (Portugal), há anualmente um "Festival das Sopas e Merendas" que disponibiliza aos milhares de visitantes as sopas de antigamente. A Adega Cooperativa de Labrugeira, entidade responsável pelo evento, faz questão em respeitar a tradição, e acompanha as sopas tradicionais com uma merenda e um petisco, mostrando assim a antiga alimentação diária dos trabalhadores rurais da região.
O conceito da sopa de pedra se manifesta em várias culturas do Ocidente e não só. A sopa de cavalo cansado, sopa de vinho tinto com açúcar, canela e pão torrado, antigamente consumida entre lavradores do norte de Portugal, chegou ao Brasil tornando-se parte do folclore local.

## Sopa eterna
Em Bangkok, na Tailândia, um restaurante tornou-se ponto turístico por oferecer aos seus clientes a “sopa eterna”, como é conhecida. Com dados de 2022, o prato é preparada sem parar há 45 anos. Seus principais ingredientes são a carne de boi, búfalo e bode e para mantela por mais de quatro décadas em cozimento, o restaurante nunca joga fora o caldo que sobra no fim do dia e assim, no dia seguinte o caldeirão ganha mais ingredientes e água. Algumas vezes, o caldeirão é limpo, mais rapidamente retorna ao fogo com a sopa do dia anterior.